# Renata Lis
Renata Lis (ur. 18 września 1970) – polska pisarka i tłumaczka.

## Życiorys
Absolwentka XVII Liceum Ogólnokształcącego im. Andrzeja Frycza Modrzewskiego w Warszawie i polonistyki na Uniwersytecie Warszawskim, a także pięcioletnich interdyscyplinarnych studiów podyplomowych w Szkole Nauk Społecznych przy Instytucie Filozofii i Socjologii PAN. Wieloletnia uczestniczka i współorganizatorka seminarium prof. dr Marii Janion, pod której kierunkiem napisała pracę magisterską o I części Dziadów Adama Mickiewicza z perspektywy francuskiej krytyki tematycznej, obronioną summa cum laude. Stypendystka Ministra Edukacji Narodowej (1993) i trzykrotnie Ministra Kultury i Dziedzictwa Narodowego (2010, 2014, 2018).

## Życie prywatne
Jest w wieloletnim związku z Elżbietą Czerwińską. W swojej autobiograficznej książce Moja ukochana i ja opisuje swoje życie przez pryzmat tego długoletniego związku.
Mieszka w Warszawie.

## Książki
- Ręka Flauberta (Wydawnictwo Sic!, Warszawa 2011)[4]
- W lodach Prowansji. Bunin na wygnaniu (Wydawnictwo Sic!, Warszawa 2015)[5]
- Lesbos (Wydawnictwo Sic!, Warszawa 2017)[6]
- Moja ukochana i ja (Wydawnictwo Literackie, Kraków 2023)[7].

## Nagrody i wyróżnienia
- 1998, za przekład eseju Ameryka Jeana Baudrillarda: wyróżnienie Stowarzyszenia Tłumaczy Polskich.

- 2012, za książkę Ręka Flauberta: nominacja m.in. do Nagrody Literackiej „Nike” oraz do Nagrody Literackiej m.st. Warszawy[8][9], a także wyróżnienie w konkursie o Nagrodę Literacką im. Józefa Mackiewicza[10].

- 2016, za książkę W lodach Prowansji. Bunin na wygnaniu: Nagroda Literacka Skrzydła Dedala nawiązująca do idei Nagrody im. Andrzeja Kijowskiego[11] oraz szereg nominacji – do Nagrody Literackiej „Nike”[12] (zakwalifikowana najpierw do „dwudziestki”, a potem do finałowej „siódemki”[13]), do Nagrody Literackiej m.st. Warszawy[14], do Nagrody Literackiej Gdynia[15], do Nagrody Literackiej dla Autorki Gryfia[16], do Nagrody Literackiej Europy Środkowej „Angelus”[17] i do Nagrody Literackiej im. Józefa Mackiewicza[18].

- 2018, za książkę Lesbos: nominacja do Nagrody Literackiej „Nike”[19] oraz do Górnośląskiej Nagrody Literackiej „Juliusz”[20].

- 2019, za esej Rosja nie istnieje / Sto czterdzieści milionów prawd o Rosji[21](„Pismo. Magazyn Opinii” 2019, nr 4): nominacja do nagrody Grand Press 2019 w kategorii Publicystyka[22].
- 2024, za esej Moja ukochana i ja: nominacja do Nagrody Literackiej „Nike”[23]

## Wybrane przekłady
- Jean Baudrillard, Przed końcem. Rozmawia Philippe Petit (Wydawnictwo Sic!, Warszawa, 2001)
- Jean Baudrillard, Duch terroryzmu. Requiem dla Twin Towers (Wydawnictwo Sic!, Warszawa, 2005)
- Gustave Flaubert, Legenda o świętym Julianie Szpitalniku i Herodiada, w tomie: Gustave Flaubert, Trzy baśnie (Wydawnictwo Sic!, Warszawa, 2009)
- Jean Baudrillard, Ameryka (Wydawnictwo Sic!, Warszawa, 2011)
- Walentin Kurbatow, Swój pośród swoich (o Mariuszu Wilku) (Przegląd Polityczny 2012, nr 112)
- Iwan Bunin, Późna godzina. Opowiadania emigracyjne i „Nieszczęsne dni” (dziennik z lat 1918–1919) (Wydawnictwo Sic!, Warszawa, 2013)
- Wasilij Rozanow, Modląca się Ruś. A gdzie „religia młodości”. M.W. Niestierow (Kronos, 2013, nr 3)
- Leonid Bieżyn, Anton Czechow. Droga na wyspę katorżników (Wydawnictwo Sic!, Warszawa 2016)
- Siergiej Kozłow, Jurij Norsztejn i Franczeska Jarbusowa (ilustracje), Jeżyk we mgle (Wydawnictwo Sic!, Warszawa 2016)
- Anne Carson, Słodko-gorzki eros. Esej (Wydawnictwo Sic!, Warszawa 2020)

## Wybrane artykuły
- Mistrz podejrzeń (o Sigmundzie Freudzie) (Gazeta Wyborcza, 25 września 1999)
- Histeria, feminizm i psychoanaliza (o Bercie Pappenheim) (Wysokie Obcasy, 29 grudnia 2000)
- Ostatnie tabu (o PACS – Pacte civil de solidarité) (Zadra, 2000, nr 3 (4))
- Dalej niż Magadan (o Kamczatce) (Rzeczpospolita, 1–2 września 2012)
- Striełkow i wojna grafomanów (o Igorze Girkinie i wojnie rosyjsko-ukraińskiej) (Rzeczpospolita, 9–10 sierpnia 2014)
- Naftowe pejzaże. Dziennik moskiewski (Topos, 2015, nr 2)
- Syrakuzy Iwaszkiewicza (Charaktery, 2015, nr 10)
- Lesbos i Łączka (krytykapolityczna.pl, 05.11.2017)
- Lesbijka w cudzysłowie (dwutygodnik.com, wydanie 230, 02/2018)
- Lesbos – poza zasadą tożsamości  (Mały Format, numer 11/2018)

## Ważniejsze wywiady
- Tam, gdzie pisał Flaubert. Z Renatą Lis rozmawia Magdalena Brzezińska (Style i Charaktery, 2013, nr 2)
- Dla mnie pisarz jest gotowy dopiero wtedy, kiedy umrze. Z Renatą Lis rozmawia Donata Subbotko (Gazeta Wyborcza, Książki. Magazyn do Czytania, 2015, nr 2)
- My w Polsce w ogóle nie znamy Rosji. Z Renatą Lis rozmawia Marcin Herman (Dziennik Bałtycki, 15 maja 2015)
- Safona zawsze śpiewa o miłości. ksiazki.onet.pl. [zarchiwizowane z tego adresu (2017-09-08)]. Z Renatą Lis rozmawia Emilia Padoł (Onet.pl, 7 września 2017)
- Pisać na głos. Z Renatą Lis rozmawia Anna Marchewka (Dwutygodnik, wydanie 219, wrzesień 2017)
- Na tej wyspie jestem bezpieczna. Z Renatą Lis rozmawia Łukasz Saturczak (Odra, 2018, nr 3)